# Пяйянне
Пяйянне (фін. Päijänne) — друге за величиною (після Саїмаа) озеро у Фінляндії, розташоване в південно-центральній частині країни. Розміщується на території національного парку Пяйянне. Пяйянне — найглибше озеро у Фінляндії, його глибина сягає 95,3 м. Озеро стікає у Фінську затоку через річку Кюмійокі. Має витягнуту форму з півдня на північ. Берегова лінія сильно порізана.
На озері є 1 886 островів, найбільші з яких: Вірмайлансаарі (Virmailansaari), Салонсаарі (Salonsaari), Юдінсало (Judinsalo), Онкісало (Onkisalo), Паатсало (Paatsalo), Мууратсало (Muuratsalo), Хаукксало (Haukkasalo), Вуорітсало (Vuoritsalo), Мустассало (Mustassalo), Едессало (Edessalo) и Тайвассало (Taivassalo). Слово саарі означає острів. Раніше слово сало означало великий острів, сьогодні воно означає великий ліс.
Підземний акведук, водогін Пяйянне, з'єднує озеро з Гельсінкі, забезпечуючи столицю країни водою.

## Географія
Походження озерної улоговини — льодовиково-тектонічне. Після відступу покривного заледеніння близько 9 000 років тому улоговина озера Пяйянне була зайнята затокою Анціллового озера.
Остаточне відокремлення від Балтійського басейну відбулося 8 300 років тому. Спочатку стік з озера здійснювався в Ботнічну затоку через долину сучасної річки Калайокі. Поріг стоку розташовувався на місці сучасного озера Котаярві. Стоку води у Фінську затоку перешкоджала гряда Салпаусселькя. Швидкість підняття в районі порога стоку була вищою ніж на півдні басейну, що викликало підйом рівня озера. Прорив гряди близько 6100 років тому супроводжувався падінням рівня озера на 20 метрів і появою сучасного канал стоку — річки Кюмійокі.

## Туризм

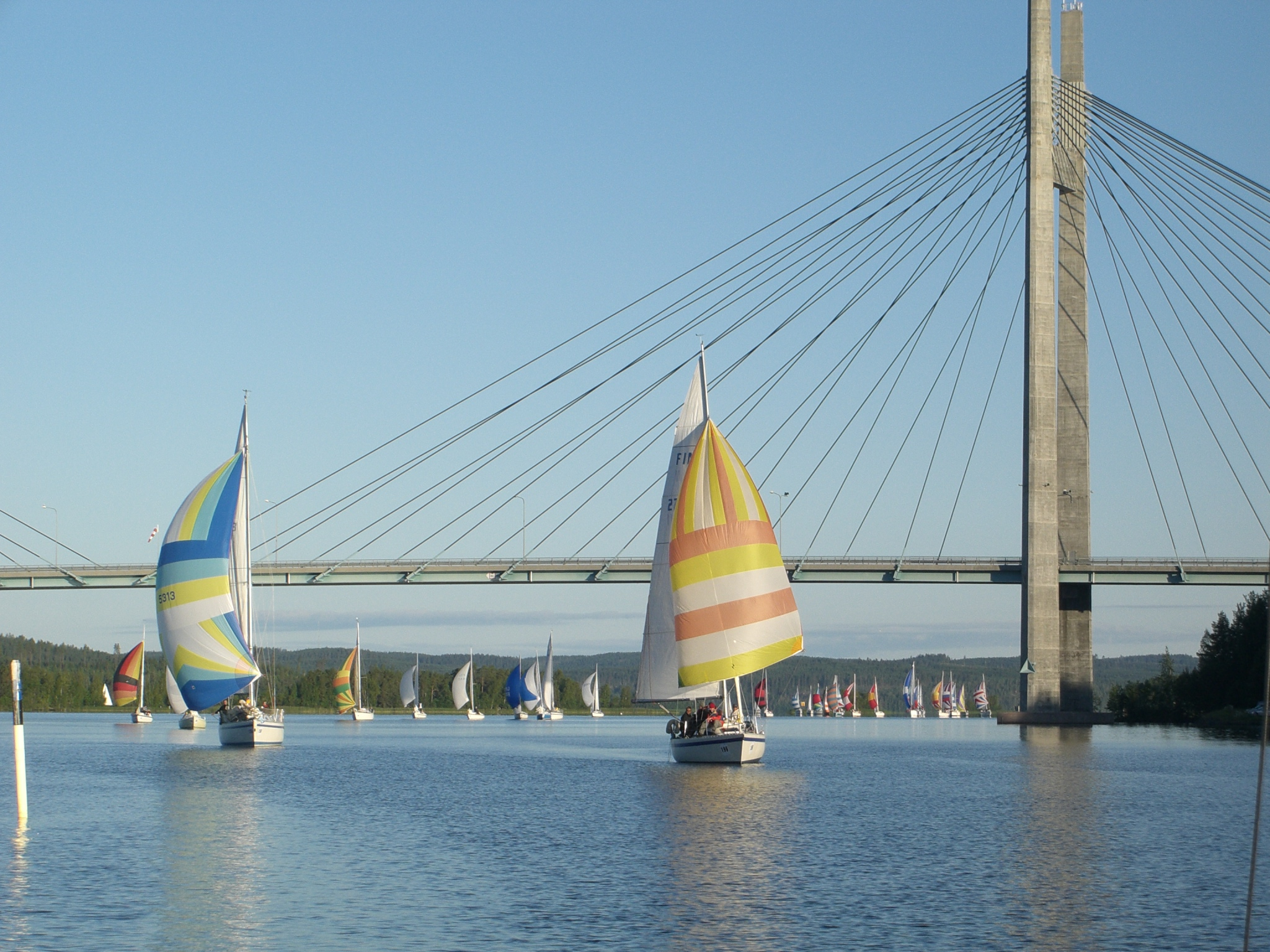
Вітрильні яхти під час змагань біля мосту Каркінен у Корпілахті, Ювяскюля.

На берегах озера розташовано близько 16 000 котеджів, більшість з яких є приватними і мають сауни. На додаток до котеджного туризму на Пяйянне, туристів також привертає рибалка, вітрильний спорт, каное, веслування, походи, катання на ковзанах, снігоходах і природа. Національні парки Пяйянне і Лейвонмаакі мають десятки тисяч відвідувачів щороку.

## Національні парки
У південній частині озера Пяйянне знаходиться Національний парк Пяйянне (Päijänteen kansallispuisto). Він включає 50 незабудованих островів і частину населених островів. Національний парк був створений в 1993 році і має площу 14 км².
Національний парк Лейвонмакі (Leivonmäen kansallispuisto) знаходиться в кількох кілометрах на північний схід від північної частини озера Пяйянне. Це один з наймолодших національних парків у Фінляндії.

## Міста і селища на озері
Міста і селища, розташовані на берегах озера (з півночі на південь):
- Ювяскюля (62°14.5′ пн. ш. 025°44.5′ сх. д. / 62.2417° пн. ш. 25.7417° сх. д.)
- Säynätsalo (62°08.3′ пн. ш. 025°46.9′ сх. д. / 62.1383° пн. ш. 25.7817° сх. д.)
- Муураме (62°08′ пн. ш. 025°40.5′ сх. д. / 62.133° пн. ш. 25.6750° сх. д.)
- Тойвакка (62°06′ пн. ш. 026°05′ сх. д. / 62.100° пн. ш. 26.083° сх. д.)
- Корпілахті (62°01′00″ пн. ш. 025°33′40″ сх. д. / 62.01667° пн. ш. 25.56111° сх. д.)
- Ямся (61°52′ пн. ш. 025°11′ сх. д. / 61.867° пн. ш. 25.183° сх. д.)
- Луханка (61°48′ пн. ш. 025°42′ сх. д. / 61.800° пн. ш. 25.700° сх. д.)
- Йоутса (61°44.5′ пн. ш. 026°07′ сх. д. / 61.7417° пн. ш. 26.117° сх. д.)
- Кухмойнен (61°34′ пн. ш. 025°11′ сх. д. / 61.567° пн. ш. 25.183° сх. д.)
- Сюсмя (61°30′ пн. ш. 025°41′ сх. д. / 61.500° пн. ш. 25.683° сх. д.)
- Падасйокі (61°21′ пн. ш. 025°16.5′ сх. д. / 61.350° пн. ш. 25.2750° сх. д.)
- Асіккала (61°10′20″ пн. ш. 025°32′50″ сх. д. / 61.17222° пн. ш. 25.54722° сх. д.)

## Галерея

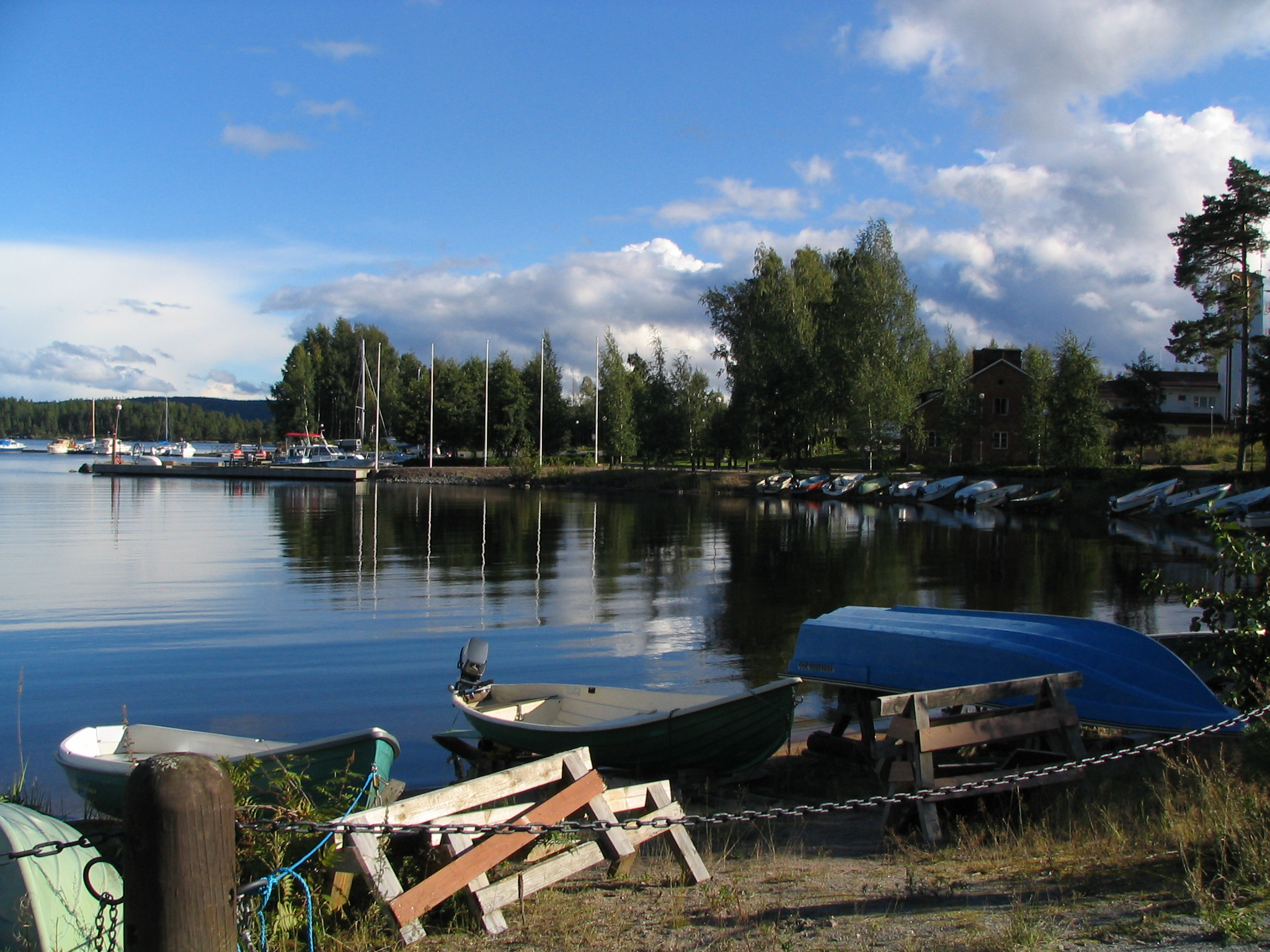
Гавань Сайнатсало
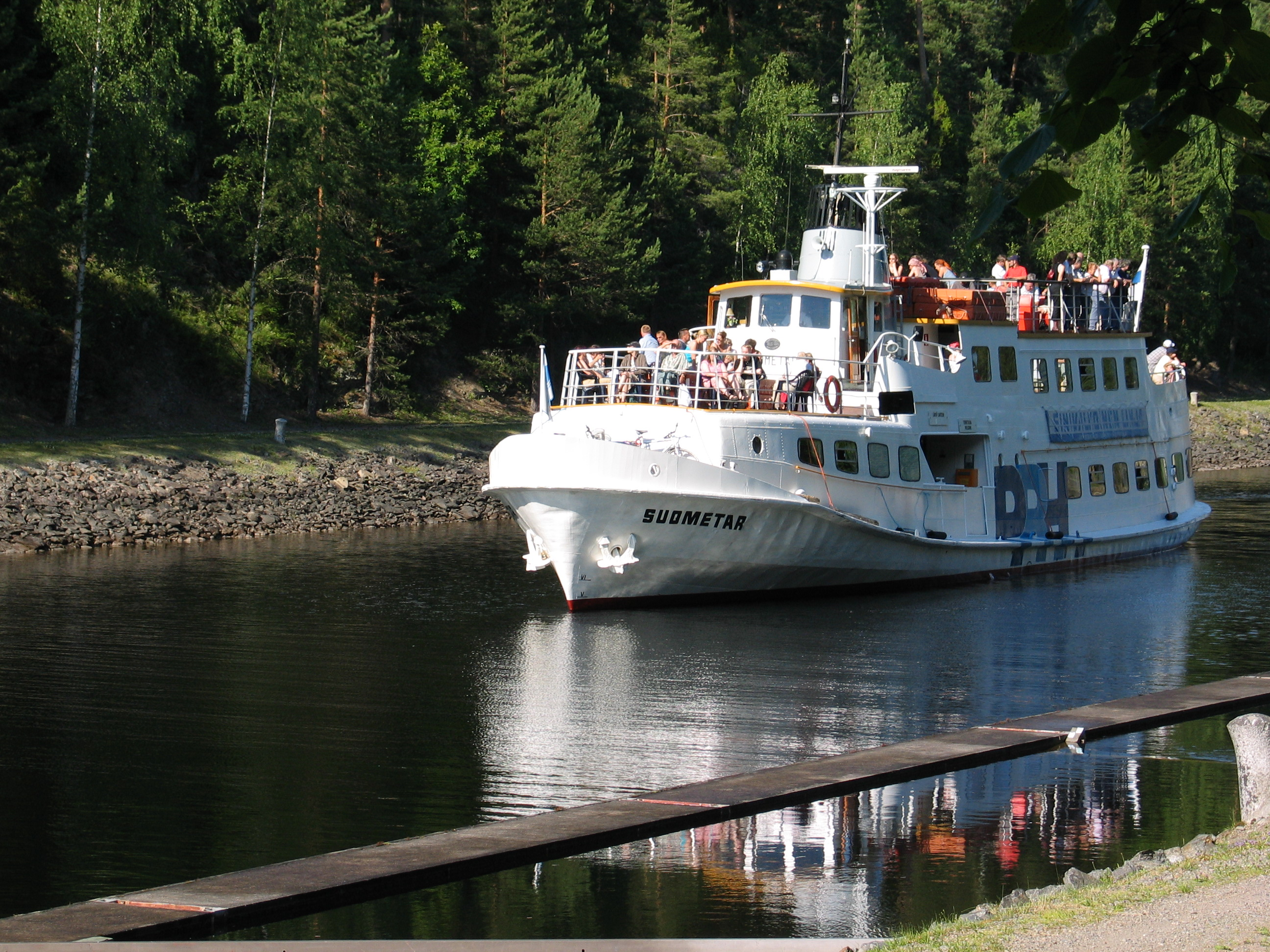
MS Suometar на каналі Калккінен
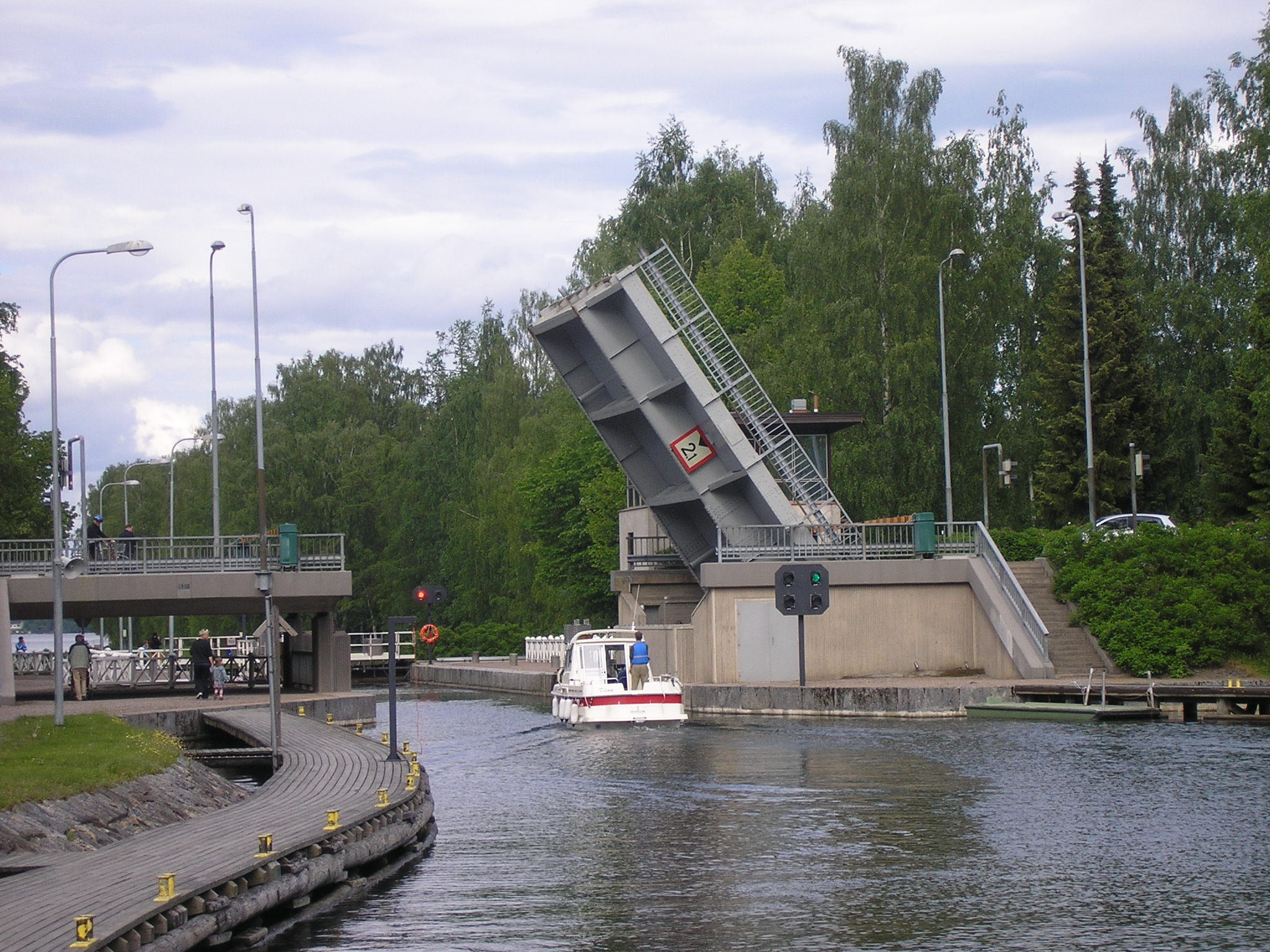
Канал Ваксі між Пяйянне і озером Весіярві
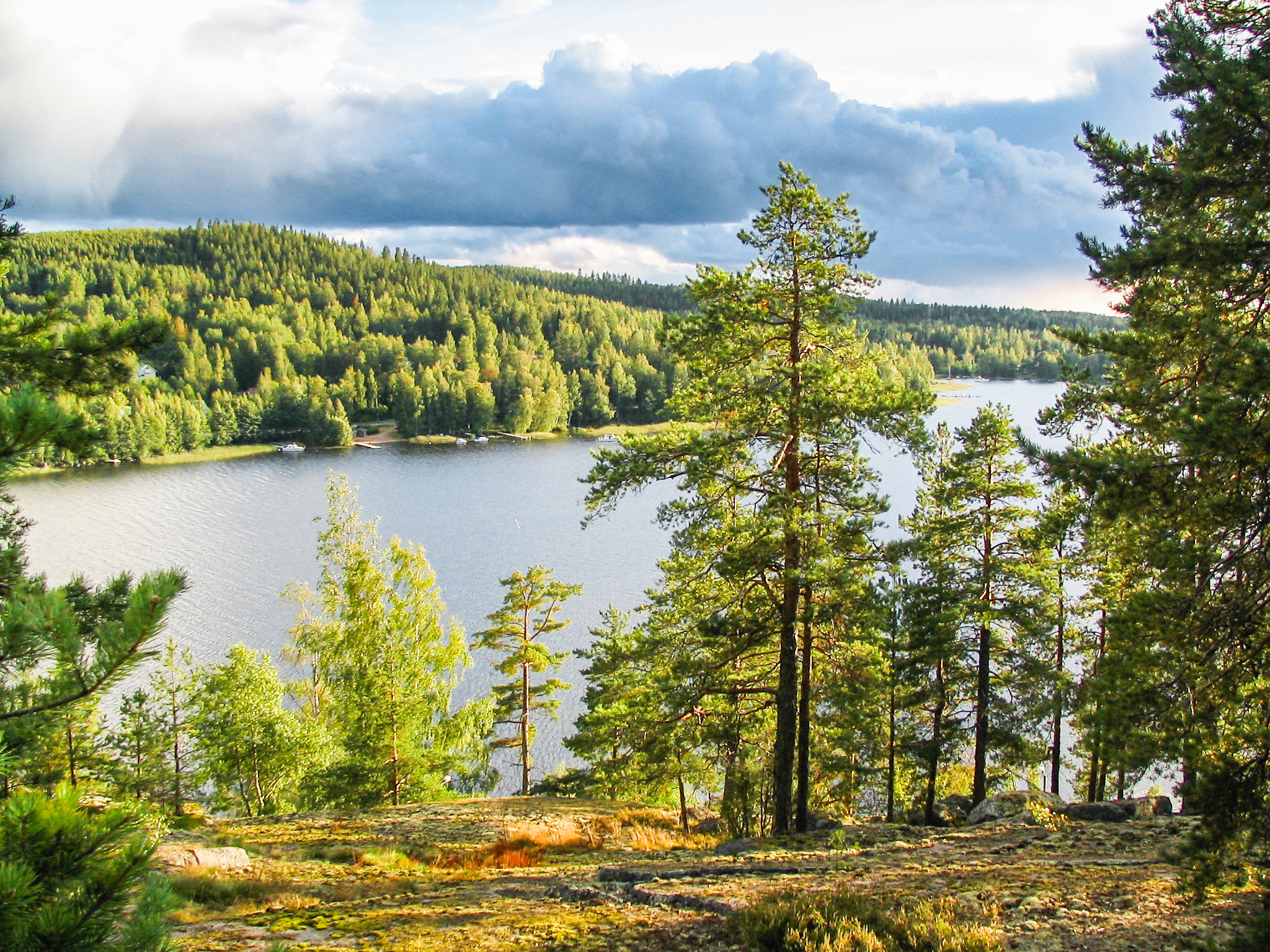
Вид з пагорба Сатасарвінен. Мууратсало, Ювяскюля
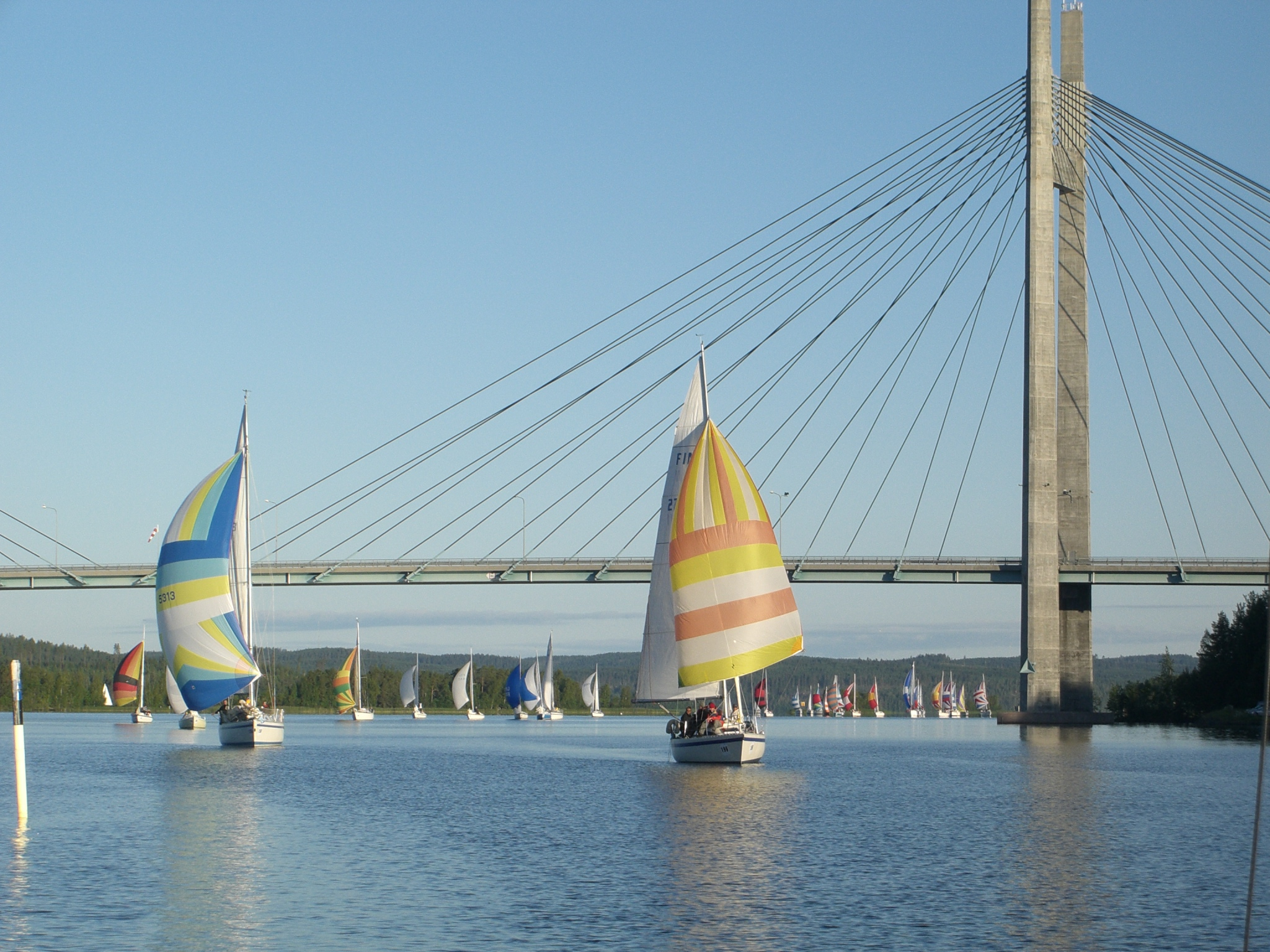
Міст Каркінен у Корпілахті, Ювяскюля.
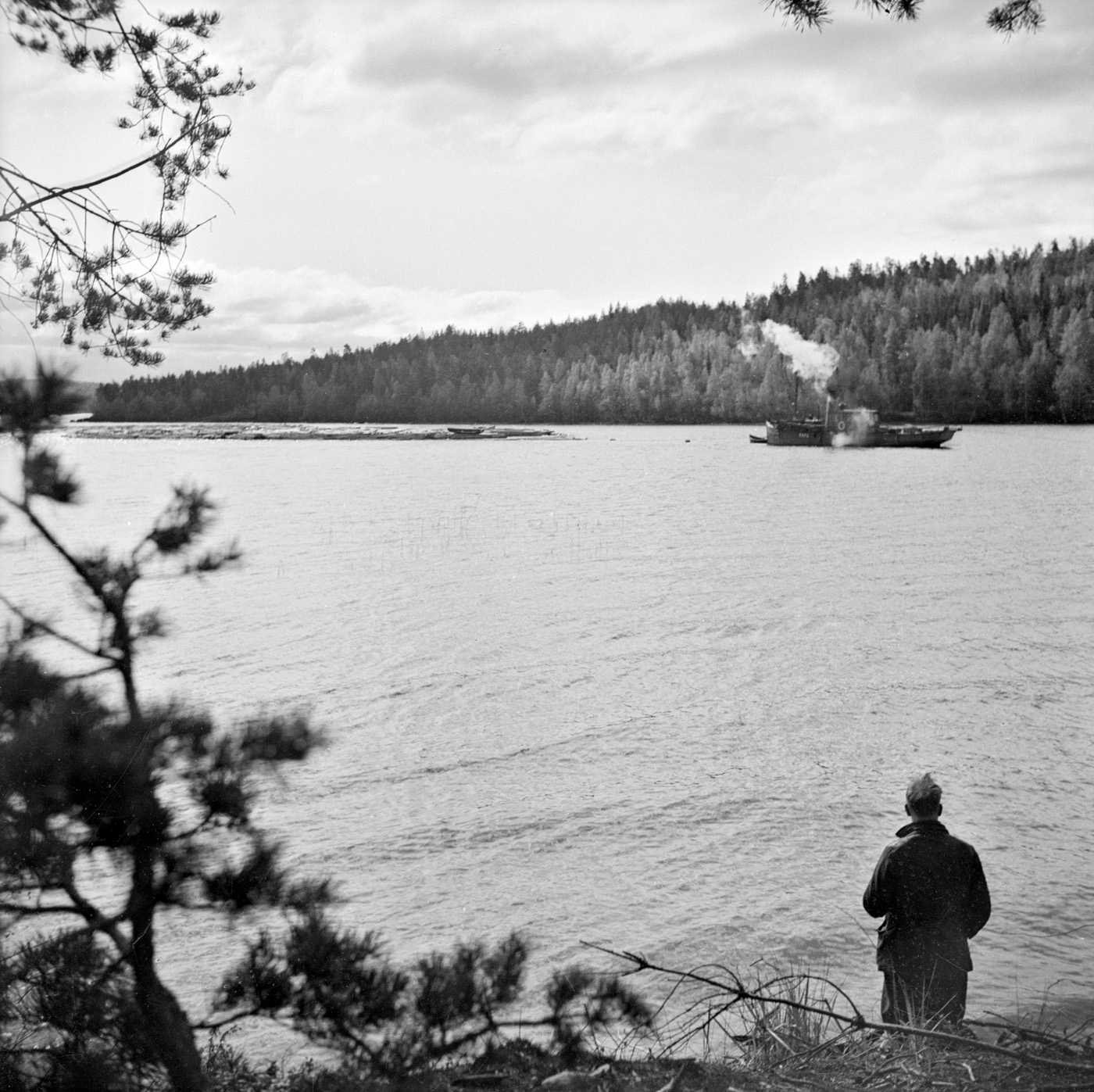
Буксир тягне колоди, 1930 рік.
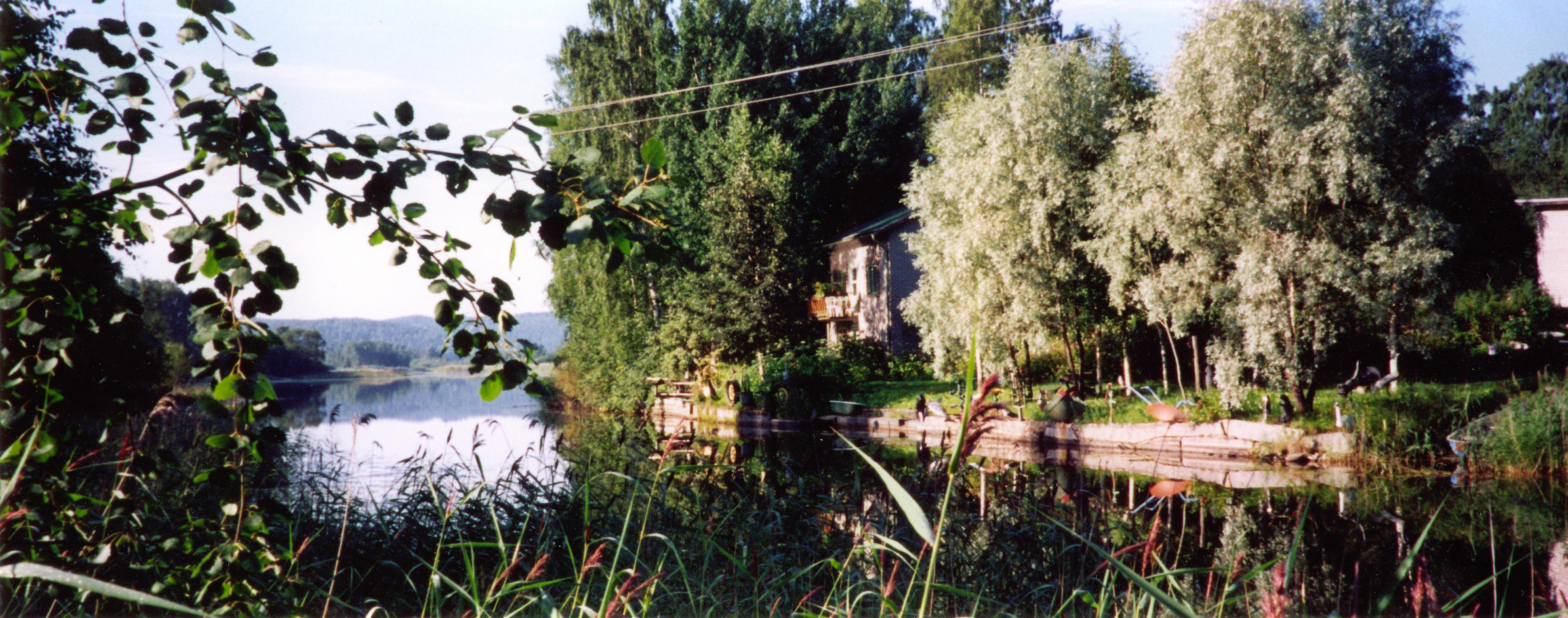
Вузькі затоки озера Пяйянне. Село Путкілахті, Ювяскюля.
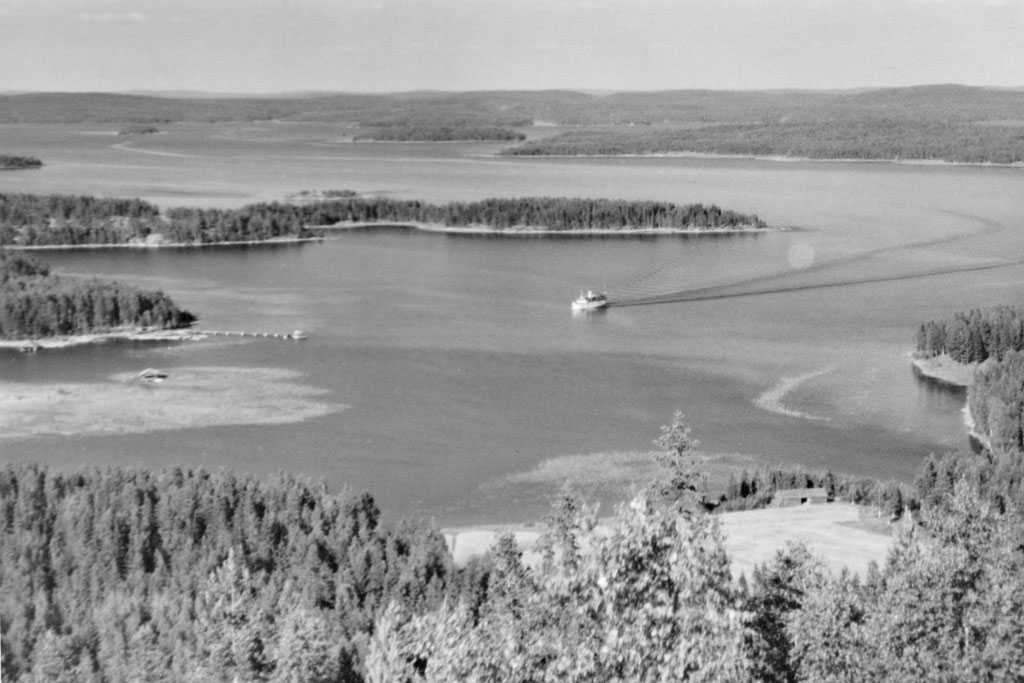
Вид на озеро з пагорба Пуолаканвуорі, 1948 рік.
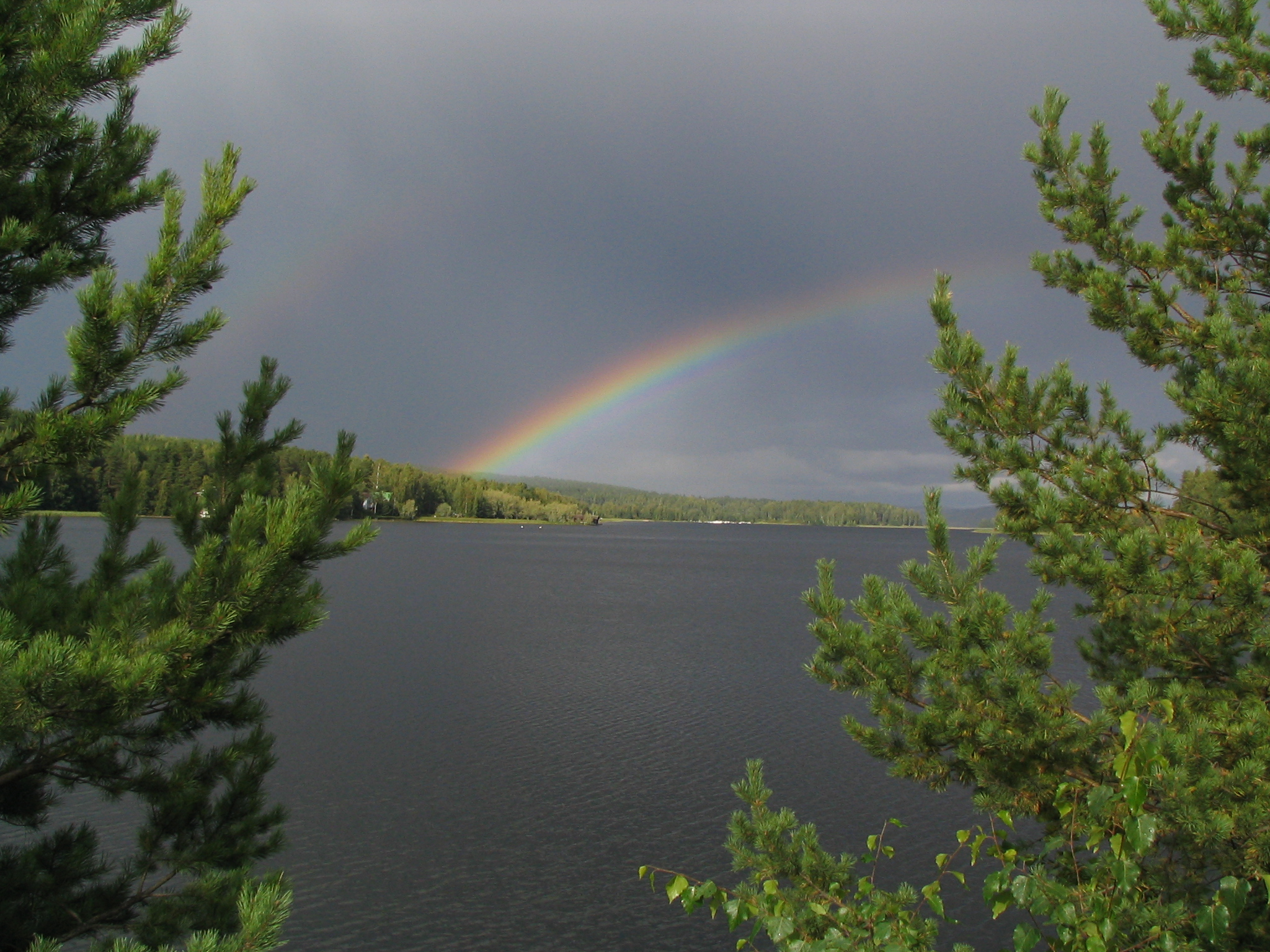
Веселка у Сайнатсало
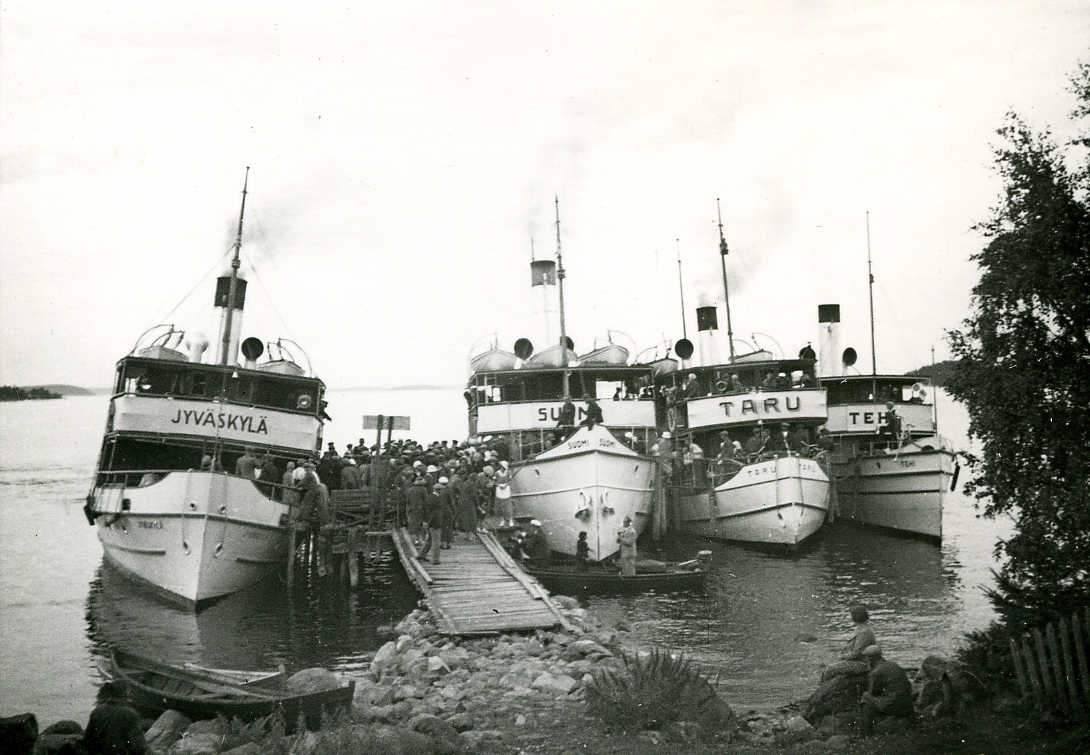
Пасажирські пароплави у гавані Pihlajakoski, 1938 рік.
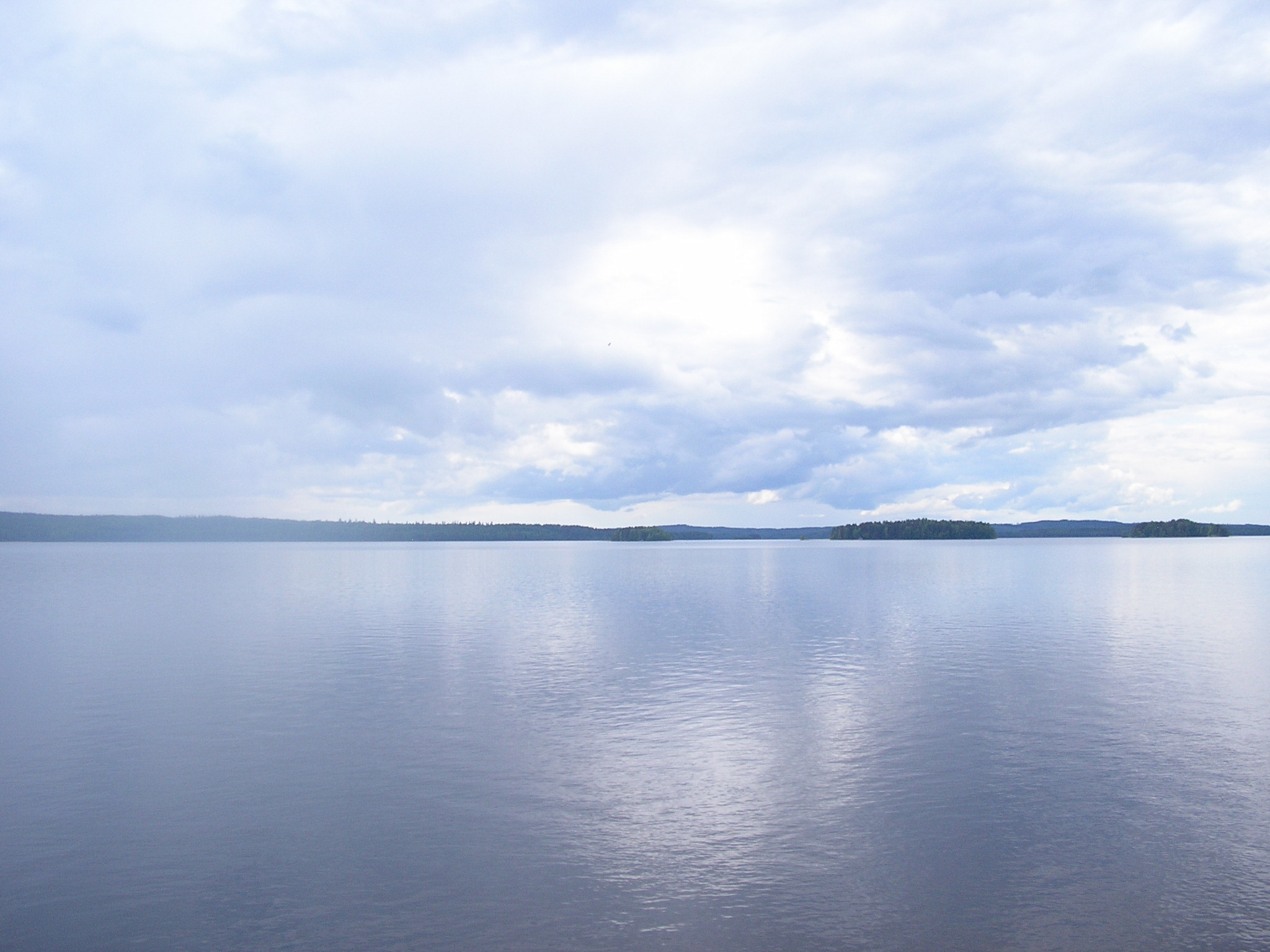
Вигляд на озеро з Пулкілангар'ю.
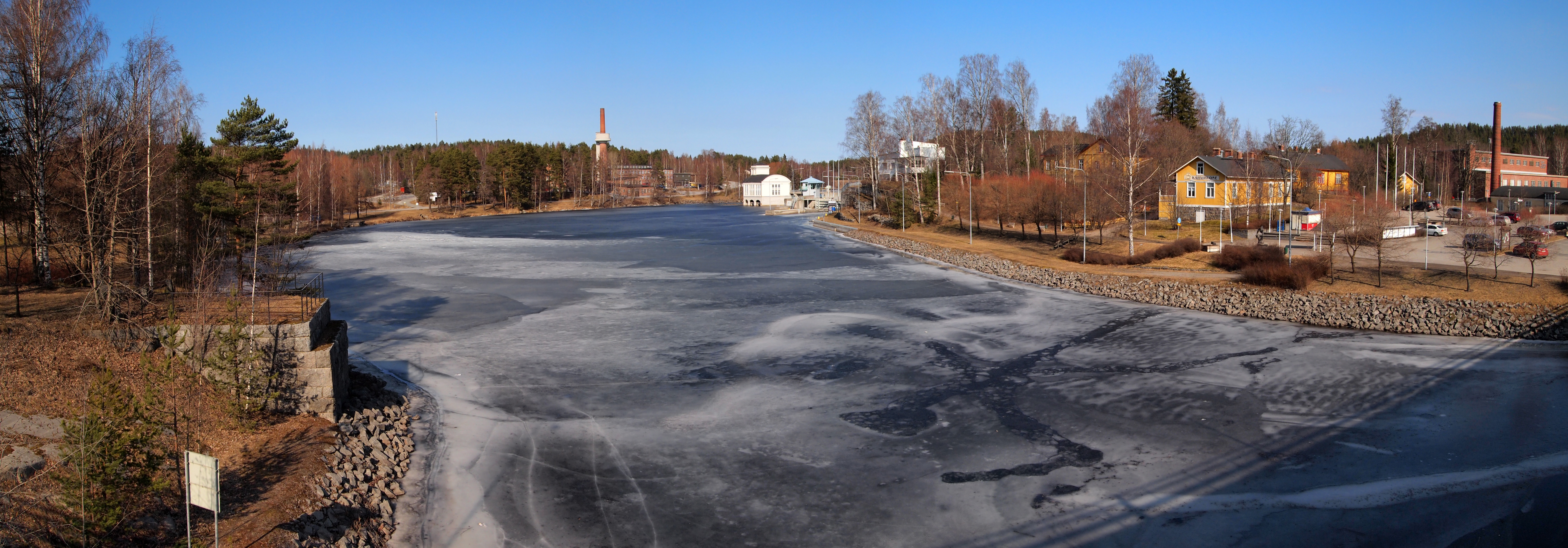
Канао Вааякоскі у північній частині озера Пяйянне